# Sandnessjøen
Sandnessjøen is het bestuurlijk centrum van de gemeente Alstahaug in de provincie Nordland in Noorwegen.
De gemeente ligt op het eiland Alsten aan rijksweg 17 die in Steinkjer van de E6 aftakt en naar Bodø loopt. Deze kustweg komt langs Brønnøysund, Nesna en Ørnes die, zoals Sandnessjøen, aanlegplaatsen van Hurtigruten zijn.
Ooit woonde de legendarische vikinghoofdman Torolv Kveldulvsson hier op de Sandnesshoeve. Hij was de belastingontvanger van koning Harold Schoonhaar. Maar omdat hij te mamchtig werd, moest hij het met zijn leven bekopen.
Sandnessjøen is sinds de 17e eeuw een bekende handelsplaats die nog aan belang gewonnen heeft sinds het midden van de 19e eeuw met de totstandkoming van Hurtigruten.
De luchthaven Stokka ligt op 9 km van het dorpscentrum. Widerøe verzorgt dagelijks vluchten naar Bodø, Brønnøysund, Mo i Rana en Trondheim.
In het zuiden van Alsten ligt de kerk van Alstahaug waar de Noorse dichter Petter Dass in 1689 tot priester werd gewijd. In de nabijheid ligt het eiland Tjøtta met twee enorme begraafplaatsen, de laatste rustplaats van meer dan 7500 Russische krijgsgevangenen. Ook werden hier de Russen, Tsjechen, Polen, Noren en Duitsers begraven die stierven als de geallieerden op 27 november 1944 per vergissing het gevangenenschip Rigel tot zinken brachten tussen de eilanden Rosøya en Tjøtta.
Na het bombardement liet de Duitse kapitein het schip aan de grond lopen op het eiland Rosøya, hiermee waarschijnlijk het leven reddend van 267 mensen. Er vielen 2571 slachtoffers.
Tjøtta is ook het eiland waar volgens de sage hoofdman Hårek woonde, één der baronnen die Olav de Heilige bekampte tijdens de Slag bij Stiklestad in 1030.

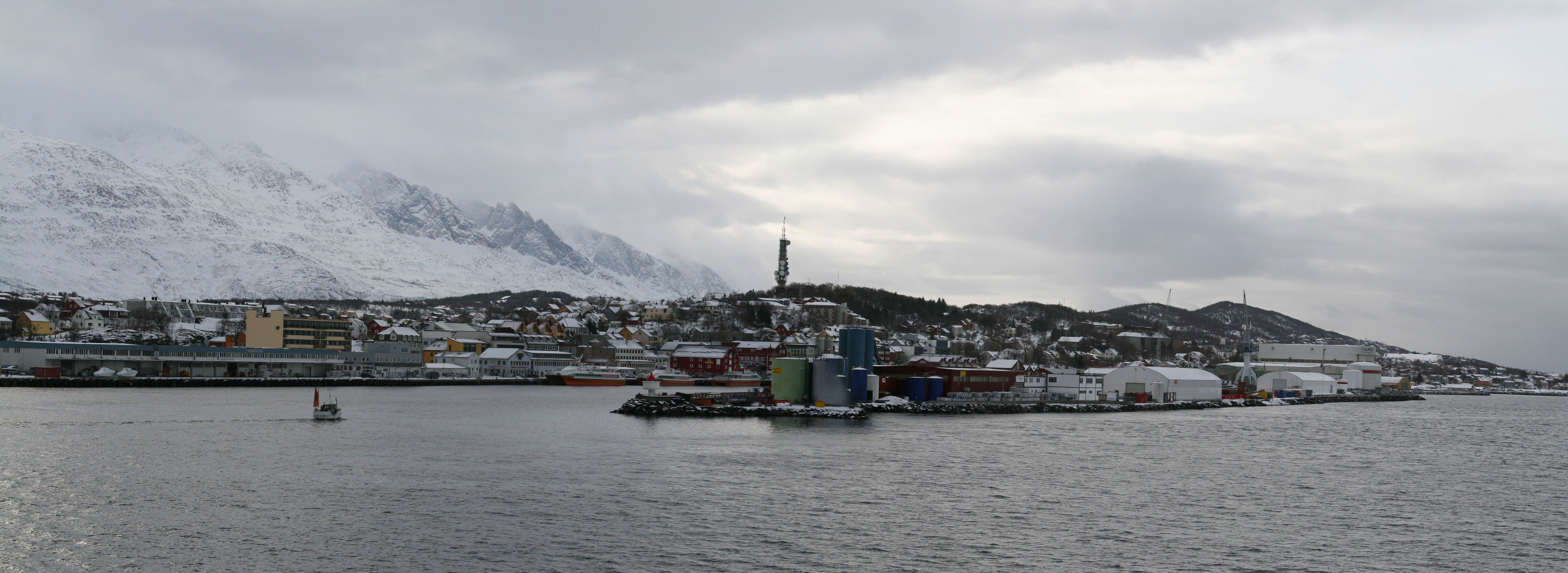
Panorama van Sandnessjøen